# 合わぬ貝
『合わぬ貝』（あわぬかい）は、1956年に発表された梶山季之の短編時代小説。架空の伝書『小鍋夫人覚書』を元に松尾芭蕉の隠された性癖と武家を廃したいきさつを描いたもの。

## 内容
本作は「新思潮」から推薦され、『新潮』昭和31年12月号「同人雑誌推薦作」に入選掲載された。松尾芭蕉の藤堂家出仕時代の性癖について描かれている。

## 登場人物
- 松尾甚七郎金作（釣月軒） - 主人公。のちの松尾芭蕉。藤堂侍大将家の用人。
- 服部（藤堂）元住 - 安濃津藩藤堂家の城代家老。七千石。伊賀上野城代家。
- 藤堂新七郎良精 - 安濃津藩藤堂家の侍大将。五千石。伊賀上野城付の侍大将家。
- 藤堂主計良忠 - 良精の三男（嫡男）。体が弱い。松尾の数歳年上の主君。
- 小鍋夫人 - 良忠の正室。元住の五女（末子）。十八歳。
- 蘭軒 - 藤堂侍大将家の医師。
- 城孫太夫 - 甚七郎金作の友人。松尾が出奔したとばっちりで降格される。
- 藤堂良重 - 小鍋夫人の二度目の夫。良忠の弟（良精の庶子）
- 藤堂良長 - 良忠の嫡男。本作では、良精と小鍋夫人の子である説を採る。芭蕉となった甚七郎を、二十余年後に伊賀上野の城に招く。
- 北村季吟 - 徘人。甚七郎金作の師匠。

## 特記事項
- 作中では、松尾甚七郎が藤堂侍大将家を出奔して、北村季吟の門下になったと描かれる。史実では、元々藤堂良忠が北村季吟の弟子であり、松尾甚七郎は主君の誘いで北村門下になったとされる。
- 題名は、松尾芭蕉が、1672年（寛文12年）に刊行した俳諧集『貝おほひ』（かいおおい）と、宮中の女官や姫君などの遊戯「貝合わせ」に因む。「貝おほひ」は芭蕉の処女句集であり、上野天神宮に奉納された。

## 発表
1956年10月に『新潮』に掲載され、河出書房新社の河出文庫から1985年に短編集が出版された。
梶山の商業誌に発表された事実上の処女作（本作以前には、同人誌「新思想」に掲載した「米軍進駐」と「振興外貨」がある）。